# لاري روبنسون (لاعب كرة قدم كندية)
لاري روبنسون هو لاعب كرة قدم كندية كندي، ولد في 18 أبريل 1942 في كالغاري في كندا، وتوفي في 18 يوليو 2018.